# Nederlands Zilvermuseum Schoonhoven

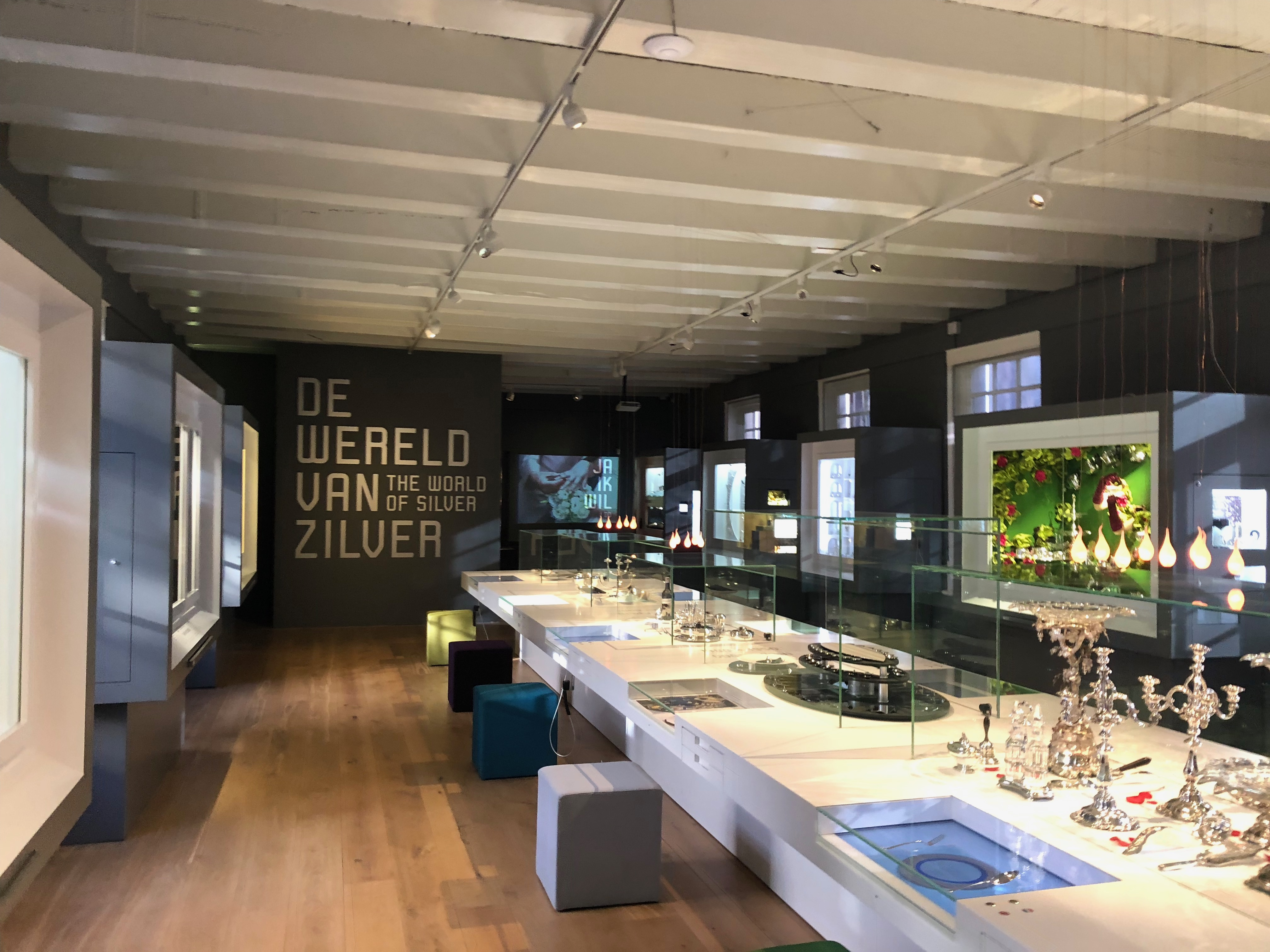
Opstelling van de vaste collectie op de eerste verdieping

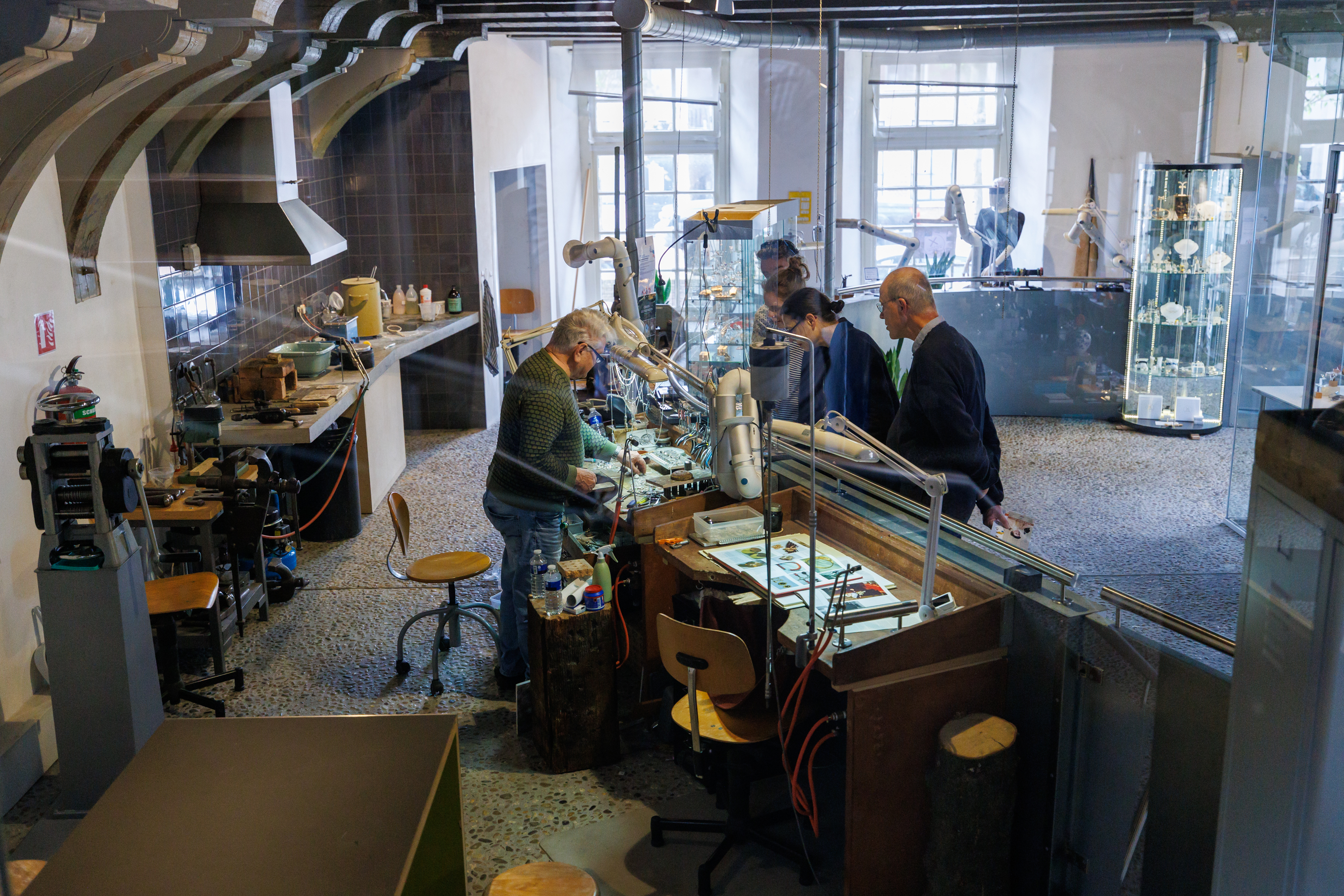
Zilversmederij op de begane grond

Het Nederlands Zilvermuseum Schoonhoven is een museum in de stad Schoonhoven, in de Nederlandse provincie Zuid-Holland.

## Geschiedenis
Het Amsterdamse Museum en Archief Tijdmeetkunde (1901) en het Nederlands Waarborgmuseum (1938) in Utrecht werden in 1953 samengevoegd tot het 'Nederlands Goud-, Zilver- en Klokkenmuseum'. Het werd gevestigd in het Catharijneconvent in Utrecht.
In 1978 verhuisde het museum naar Schoonhoven, waar het werd ondergebracht in de voormalige Havenkazerne. In 2010 werd de naam Nederlands Zilvermuseum Schoonhoven. De klokkencollectie werd toen afgestoten. In 2013 kwam er een zilversmederij en in 2014 onderging het museum een grootschalige herinrichting. Het Zilvermuseum belicht alle facetten van zilver, inclusief dat in bijvoorbeeld mobiele telefoons. Op 5 juni 2014 opende prinses Beatrix ter gelegenheid van de heropening van het museum de tentoonstelling 'Koninklijke Cadeaus'.

## Collectie
Het museum toont een overzicht van Nederlands zilver in de tentoonstelling 'Van erts tot eindproduct'. Techniek, geschiedenis, keurmerken, juwelierswinkel uit de jaren 1920, historisch en hedendaags zilver. Het is in het bezit van de historische collectie van Van Kempen en Begeer, die in delen is opgenomen in de vaste collectie. Ook het zilveren proefmodel van de Mellerio-parure is in permanente bruikleen opgenomen. Het museum organiseert meerdere wisseltentoonstellingen en evenementen per jaar.

## Ambacht
Sinds 2013 wordt het ambacht van goud- en zilversmid in het museum beoefend. In een eigen zilversmederij werken jonge goud- en zilversmeden. Bezoekers kunnen zelf de technieken van een edelsmid toepassen in het ZilverLab.
Ieder jaar wordt tijdens de Schoonhovense Zilverdag de tentoonstelling 'meesterwerken' georganiseerd. Hier tonen de eindexamenstudenten van de Vakschool Schoonhoven hun afstudeeropdrachten. Aan de tentoonstelling is een prijs verbonden die zowel door een vakjury als een publieksjury wordt bepaald. Het museum is sinds 2010 ook verantwoordelijk voor de organisatie van de Schoonhoven Silver Award.